# 森青葉
森 青葉（もり あおば、2001年5月12日 - ）は、日本のタレント、女優、歌手。スターダストプロモーション所属。
チームホタルイカ、3B junior、はちみつロケット、Awww!の元メンバー。

## 略歴
- 小学4年生のとき原宿でスカウトされたことがきっかけで、スターダストプロモーションに入る。複数の事務所から声をかけられた中でスターダストプロモーションを選んだ理由は、一番大きな事務所であったことと、憧れの北川景子に会えると思ったことによる[1][2]。
- チームホタルイカに所属していた。
- 2014年、アイドルグループ3B juniorでの活動開始。
- 2014年10月29日、3B junior内のユニットとして結成されたはちみつロケットのメンバーとなる。
- 2018年7月28日、スターダストプラネットのイベント『夏S』が開催され、あーりん（佐々木彩夏）選抜の「ダンス上手いユニット」および美脚ユニット「KAMOSHIKA」に抜擢される。この『夏S』について記した森のブログは、RBB TODAYのエンタメ／音楽ニュースに取り上げられる[3]。
- 2020年4月26日、はちみつロケットラストライブ（配信）。2020年12月6日によみうりランド日テレらんらんホール（東京）にて、延期されていたはちみつロケット解散ライブを開催[4][5]。
- 2020年6月20日、新グループAwww! での活動開始[6]。
- 2021年6月18日、森青葉生誕写真集『Blue hour』を発売。
- 2021年10月31日、Awww!のメンバーとしての活動を終了。
- 2021年11月1日、スターダストプロモーション制作3部に所属する事を発表。

## 人物
- 名前の「青葉」は父が付けたもので、旧日本海軍の重巡洋艦「青葉」に由来する。もし男の子だったら父は「鳥海」（ちょうかい）と名付けるつもりだった[7]。
- キャッチコピーは「キレちゃう系女子」[1]。
- 趣味は映画鑑賞[1]、コスメや美容グッズ集め[8]。
- 特技はピアノ、ウインク[8]、しゃべること。はちみつロケットではMCを担当[1]。
  - 2020年8月6日の「H.I.P. presents GIG TAKAHASHI tour 2020 〜ツアーファイナル 配信ライブ〜」でもMC力を発揮した[9]。
  - 2019年6月2日、『UNISTAGE vol.3』（東京都・新宿ReNY）の第2部では、イベント全体のMCを担当[10]。
- チャームポイントは凛々しい眉毛。
- はちみつロケットの「7番」担当。
- 3B juniorの葉月智子と同じ5月12日生まれ。
  - 3B junior時代の定例公演では二人一緒に誕生会が行われていた[11][12]。
  - 2017年には二人で『3B junior 原色図鑑』の両面表紙を飾ったことがある。
- Awww!の初パフォーマンスでは、初めてのステージとなる年下のみみなぎ（中山碧瞳と田中海凪）を母親のように見守っていたという[13]。
- ラジオ「ミューコミプラス」へ、スタプラアイドルフェスティバルのシンデレラ決定戦への意気込みとして、イベントに向けて「毎日ビビデ・バビデ・ブーと唱えています！」とコメントを寄せた[14]。
- 好きな食べ物は、うどん・サムギョプサル・メープル[8]。
- 座右の銘は「意志あるところに道は開ける」[8]。
- 20歳のSHOWROOMバースデー配信ではシャンパンや森伊蔵にチャレンジした[15][16]。
- 2021年10月8日にSHOWROOMで「森青葉生誕生配信」を配信した[17][18]。

## 出演

### テレビ
- ピラメキーノ（2012年12月10日、テレビ東京） - 「子役恋物語」のコーナーに出演[19]。
- 清塚信也のガチンコ3B junior（フジテレビNEXT）
  - 『#1』（2016年4月28日放送） -　松田聖子「瑠璃色の地球」を披露。
  - 『#8』（2016年12月15日放送） -　松田聖子「SWEET MEMORIES」を披露。
  - 『#14』（2017年5月25日放送） -　薬師丸ひろ子「元気を出して」を披露。
- 清塚信也のガチンコスターダストプラネット（フジテレビNEXT）
  - 『#25』（2018年2月15日放送） - NSP「17才の詩」を披露。
- アイドル大好き！ギュギュッとアイドル☆最強ランキング（2018年8月3日、MJTV） - 播磨と共にゲスト出演。
- イチモニ！（2018年10月16日、北海道テレビ） - 雨宮・澪風・公野・塚本と共にゲスト出演。
- 音ドキッ!（2018年10月27日、北海道放送） - 雨宮と共にゲスト出演。
- 全力坂（2021年2月9日、18日、テレビ朝日）
- じゃない方の彼女（2021年、テレビ東京系列）

### ラジオ
- キラメキ ミュージック スター「キラスタ」（FM NACK5）
  - 2018年3月12日 - 播磨と共にゲスト出演。
- Music Bit（FM OH!）
  - 2018年8月9日 - 播磨と共にゲスト出演。
- ザ・ヒットスタジオ（MBSラジオ）
  - 2018年8月9日深夜放送 - 播磨と共にゲスト出演。
- あっとせぶんてぃーんのご帰宅しませんか？（ニッポン放送）
  - 2019年1月16日、23日 - 播磨と共にゲスト出演。
- 60TRY部（ラジオ日本）
  - 2019年3月5日 - 播磨と共にゲスト出演。
  - 2019年5月1日 - 播磨と共にゲスト出演。
  - 2019年6月11日 - 播磨と共にゲスト出演。
  - 2019年7月11日 - ゲスト出演。
- こんちわコンちゃんお昼ですょ!（MBSラジオ）
  - 2019年3月8日 - 播磨と共にゲスト出演
- GO!GO!フライデーショー（OBCラジオ）
  - 2019年3月8日 - 播磨と共にゲスト出演 。
- J-HITS RADI×MATION（OBCラジオ）
  - 2019年3月13日 - 播磨と共にインタビュー出演。
- 下埜正太のショータイムレディオ（ABCラジオ） 
  - 2019年3月15日 - 播磨と共にコメント出演。
- MUSIC BREAK（FM滋賀）
  - 2019年3月20日 - 播磨と共にコメント出演
- DJ KO-TAROの+musicレディオ（MBSラジオ）
  - 2019年3月22日 - 播磨と共にコメント出演
- DDプリンセスのサプリメントラジオ（FM OH!）
  - 2019年3月28日 - 播磨と共にインタビュー出演。
- music marché（BSCラジオ）
  - 2019年6月24日 - ゲスト出演。
- 若狭敬一のスポ音（CBCラジオ）
  - 2019年7月6日 - 公野と共にゲスト出演。
- 勝手に応援 BSJ（@FM）
  - 2019年7月9日 - 公野と共にゲスト出演。
- おたふねお。（Radio NEO）
  - 2019年7月9日 - 公野と共にゲスト出演。

### 新聞
- 夕刊フジ （2019年10月11日号） - 「旬アイドル」コーナーに掲載。

### ミュージックビデオ
- SPYAIR「WENDY ～It's You～」（2012年）

### CM
- 「モンスターストライク」（2021年、ミクシィ）@aoba__mori_official (4 October 2021). “ミクシィ「モンスターストライク」のCMにメイド役で出演させていただいています！”. Instagramより2021年11月1日閲覧.

### 広告
- マイナビ進学 広告モデル「想い描いた未来へ」[20]、WEBCM「解答速報ver」[21]、WEBCM「告白篇」[22]（2021年）

### 舞台
- 舞台「鉄道員 (ぽっぽや)」（劇団きみにほ 旗揚げ公演、第一回プロデュース作品） - 子役として出演[23]。
- アリスインプロジェクト「ダンスライン[24]」（2022年6月29日 - 7月3日、新宿村LIVE） - 百合園絵里 役
- メイホリックシアター15 舞台「マジでトキメけ☆少女たち!!〜ホシのミライ〜[25]」（2023年11月8日 - 12日、CBGKシブゲキ!!） - 桂川美 役
- Girls Live Action「降臨SOUL～是非ニ及バズ～」（2025年5月21日 - 25日、六行会ホール） - 徳川家康 役[26]

### 配信ドラマ
- 兄たちの愛が遅すぎて、困ります (2025年、Helo) - 主演・道江愛理 役[27]
- 負け犬の私がバージンを捨てる！ (2025年、ReelShort) - 主演・関根遥 役[28]

### インターネットメディア
- 『川上アキラの人のふんどしでひとりふんどし』（テレ朝動画）
  - #11 （2015年6月11日配信）
  - #24 （2015年9月29日配信）
  - #38 （2016年2月2日配信）
  - #92 （2017年5月29日配信）
  - #102 （2017年8月7日配信）
  - #273 （2021年5月10日配信）
- HUSTLE PRESS
  - 『おっかけ！3B junior 森青葉』（2016年8月8日掲載）
  - 『3B junior 原色図鑑 zero 森青葉』（2017年2月8日掲載）
  - 『おっかけ！3B junior 森青葉』（2017年6月14日掲載）
  - 『3B junior 原色図鑑 zero 森青葉』（2017年10月24日掲載）
  - 『HaaaaaN zero 森青葉①』（2018年3月11日掲載）
  - 『HaaaaaN zero 森青葉②』（2018年3月20日掲載）
  - 『HaaaaaN zero 森青葉③』（2018年4月12日掲載）
  - 『HaaaaaN zero 森青葉④』（2018年4月27日掲載）
  - 『おっかけ！3B junior 森青葉』（2018年6月14日掲載）
- 『生のアイドルが好き』（2018年2月28日放送、ニコニコ生放送） - 播磨・公野と共にゲスト出演。
- ウォーカープラス『ポッター平井の激推しアイドル！』
  - 『第187回「はちみつロケット」 播磨怜奈の暴走を森青葉が必死に止める!?』（2019年3月28日掲載）

## 書籍
- 『3B junior 原色図鑑』（HUSTLE PRESS）
  - 2017 FEBRUARY 森青葉
  - 2017 NOVEMBER 葉月智子 ＆ 森青葉
- 『HaaaaaN Pollux』（HUSTLE PRESS）
- 『スターダストプラネット公式Special Book』（日経BP社） ISBN 978-4822292546
- 『Top Yell NEO』2019 SUMMER（Top Yell NEO編集部） ISBN 978-4801919266 - 公野・塚本・播磨とのインタビュー掲載
- 『2YOU MUSIC FREE MAGAZINE』第72号 - 公野とのインタビュー掲載
- 『FINEBOYS』（日之出出版） - 華山・公野と共に連載企画｢気になるコノ人のカバンと愛用グッズ｣コーナーに掲載
- 森青葉生誕写真集『Blue hour』（2021年6月18日、白夜書房）[29][30]